# Oscilloscope
 (août 2018).
Si vous disposez d'ouvrages ou d'articles de référence ou si vous connaissez des sites web de qualité traitant du thème abordé ici, merci de compléter l'article en donnant les références utiles à sa vérifiabilité et en les liant à la section « Notes et références ».

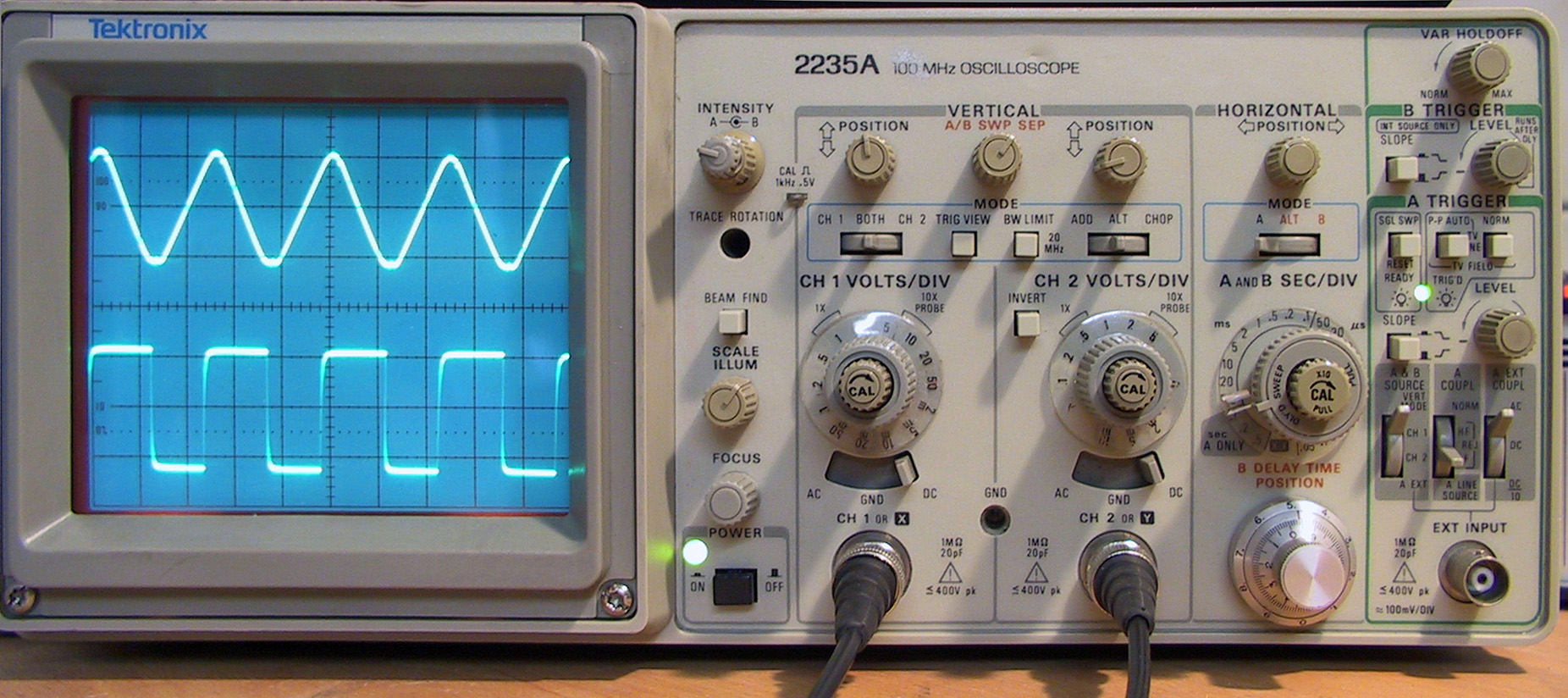
Un oscilloscope.

Un oscilloscope, ou oscillographe, est un instrument de mesure destiné à visualiser une forme d'onde et un signal électrique, le plus souvent variable au cours du temps. Il permet d'observer les variations temporelles, soit de tensions électriques, soit de diverses autres grandeurs physiques préalablement transformées en tension au moyen de convertisseurs adaptés ou de capteurs. La courbe de rendu d'un oscilloscope est appelée oscillogramme.
On distingue généralement les oscilloscopes analogiques, qui utilisent directement un multiple de la tension d'entrée pour produire la déviation du spot, et les oscilloscopes numériques, qui transforment, préalablement à tout traitement, la tension d'entrée en nombre. L'affichage est reconstruit après coup. Il devient alors une fonction annexe de l'appareil qui peut même en être dépourvu, la représentation du signal étant effectuée par un ordinateur extérieur relié à l'oscilloscope.

## Les oscilloscopes analogiques

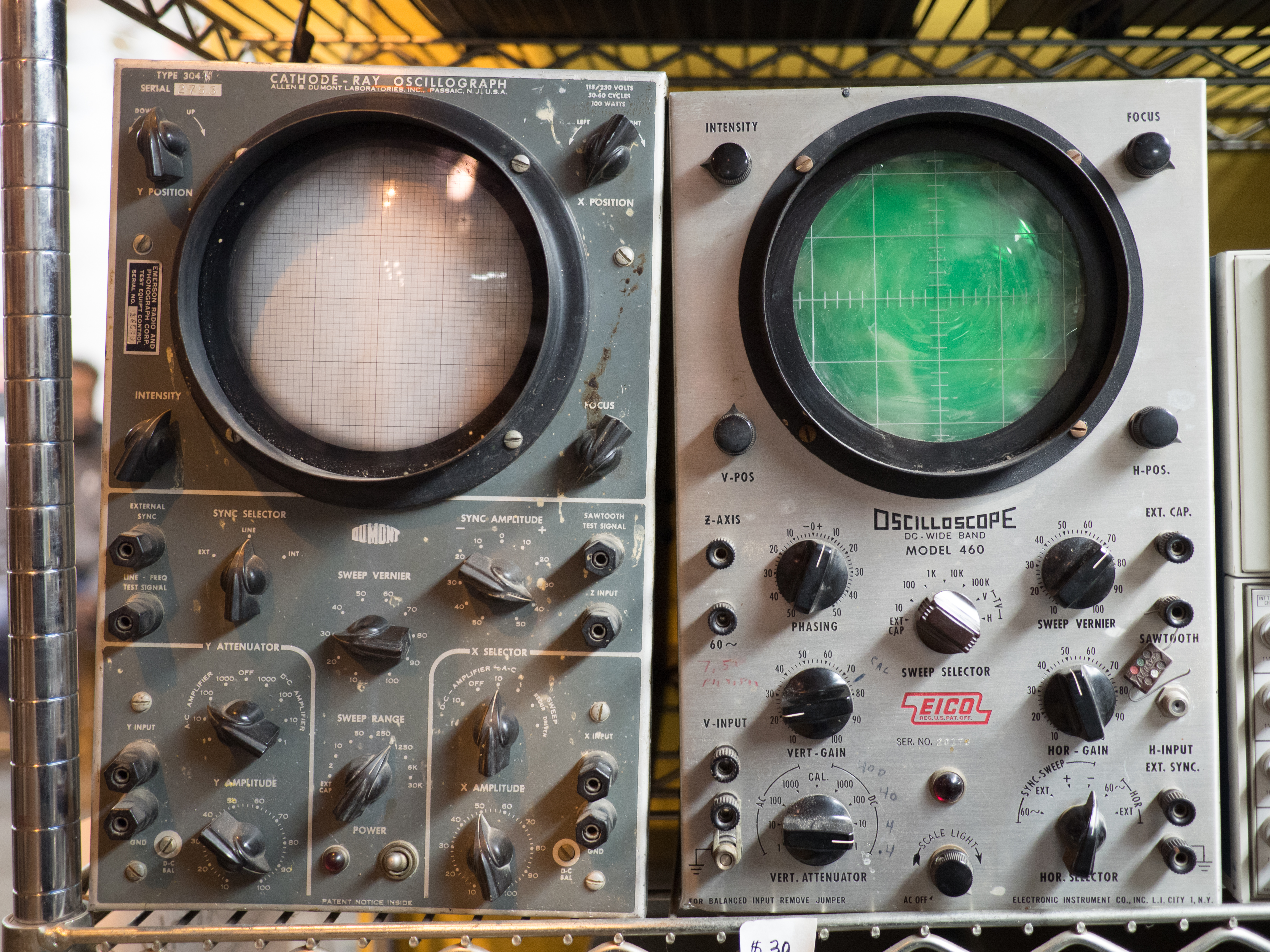
Oscilloscopes américains DuMont 304 et EICO 460 des années 1950.

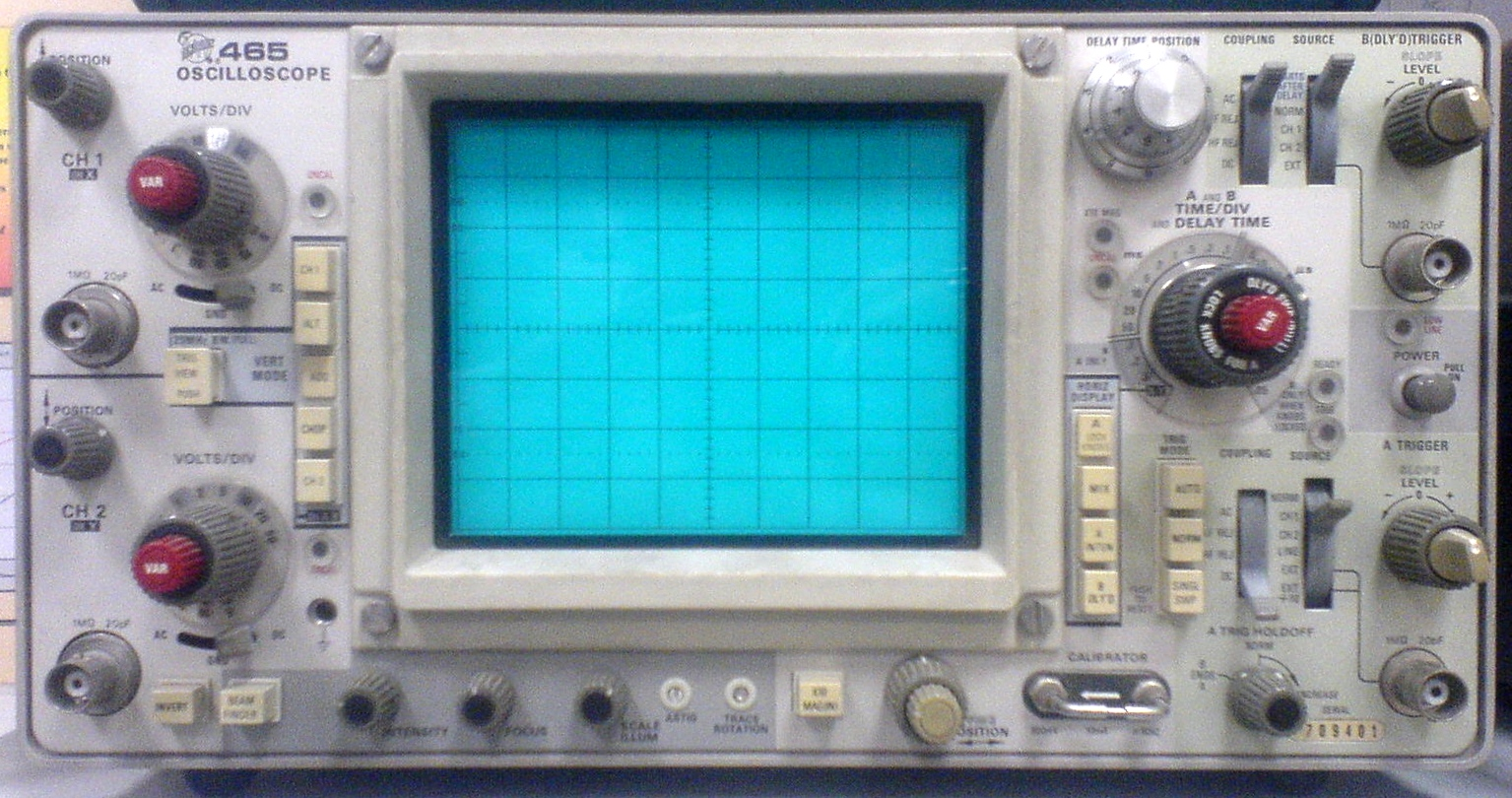
Oscilloscope Tektronix 465 typique de la fin des années 1970.

Ce type d'appareil est en voie d'obsolescence car il ne permet généralement que l'observation de tensions périodiques. Il est de plus en plus remplacé par les oscilloscopes numériques.
Ne sont décrites dans ce paragraphe que des généralités concernant les calibres de tension et la base de temps d’un oscilloscope analogique.

### Fonctionnement interne de l’oscilloscope

Figure de Lissajous sur un oscilloscope, avec 90 degrés de déphasage entre les entrées X et Y.

Dès les premiers oscilloscopes (à lier avec le développement du radar durant la seconde guerre mondiale), le signal à mesurer est visualisé sur un tube cathodique généralement vert.
La trace de l’oscilloscope est déterminée par deux composantes : une horizontale et une verticale.
- La composante horizontale est en abscisse : c’est le temps, ou une tension (mode XY).
- La composante verticale est en ordonnée : c’est la tension appliquée par l’utilisateur.

Le mode XY permet, entre autres :
- de visualiser des caractéristiques de dipôle, à la condition qu'une des tensions soit l'image du courant qui traverse le dipôle ;
- de visualiser un déphasage entre deux tensions sinusoïdales ;
- de générer une courbe « couple en fonction de la vitesse de rotation », permettant de tracer la caractéristique d'un moteur électrique asynchrone et de définir le ou les quadrants utilisés.

### La base de temps

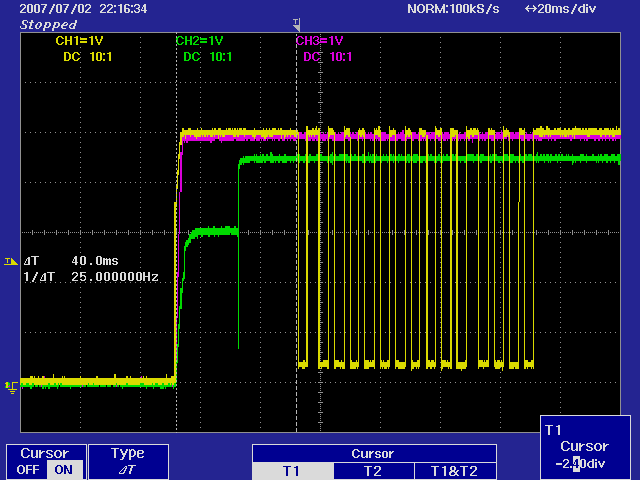
Signaux visualisés par un oscilloscope multitrace.

La base de temps est caractérisée par une tension en dents de scie appliquée aux deux plaques verticales (voir schéma). En même temps, le canon à électrons projette un faisceau d'électrons entre les deux plaques (la densité du faisceau correspond à l'intensité lumineuse) :
- le champ électrique, créé par la tension en dents de scie entre les plaques, fait dévier les électrons de leur trajectoire d’origine ;
- l'abscisse de la nouvelle trajectoire dépend directement de la valeur de la tension en dents de scie ;
- afin que l’utilisateur puisse voir cette tension, les électrons percutent l’écran fluorescent de l’oscilloscope en produisant une tache lumineuse nommée spot ;
- sous l'action de la tension en dents de scie le spot se déplace à vitesse constante de gauche à droite puis revient brutalement à gauche, c'est le balayage ;
- pour que l'observateur puisse voir la forme caractéristique d'un courant alternatif il faut que les motifs dessinés par le spot soient exactement superposés d'un balayage sur l'autre, c'est le rôle du déclenchement qui démarre le balayage quand la tension verticale atteint une valeur définie par l'utilisateur.

### Tension appliquée par l’utilisateur
De la même manière que pour la base de temps, la visualisation de la tension appliquée à l’entrée de l’oscilloscope par l’utilisateur se fait à l’aide des plaques horizontales (voir schéma) qui font dévier la trajectoire des électrons verticalement.
La position en ordonnée dépend directement de la tension appliquée par l’utilisateur. La base de temps fonctionnant en permanence, la tension d’entrée (amplifiée auparavant) évolue au cours du temps.

### Utilisation des entrées différentielles
Lors de l'utilisation d'oscilloscopes alimentés par le réseau électrique que l'on cherchera à visualiser, différents problèmes peuvent apparaitre :
- défaut d'isolement entre l'oscilloscope et son alimentation, pouvant provoquer des courts-circuits lors des mesures ;
- défaut d'isolement entre plusieurs entrées de l'oscilloscope. Par exemple, si l'oscilloscope est utilisé pour la visualisation de tension sur un circuit RLC série et que l'on mesure la tension aux bornes de la résistance et la tension aux bornes du condensateur, les différentes masses de mesures seront portées au même potentiel, ce qui peut être dangereux. Pour éviter ces défauts, on peut soit utiliser des oscilloscopes à entrées différentielles intégrées, soit utiliser une ou plusieurs sondes différentielles[5]. Ces appareils auront pour but d'assurer l'isolation galvanique (avec des optocoupleurs par exemple) entre les différents potentiels de mesure sur le circuit et les potentiels de l'oscilloscope (entrée et masse).

## Les oscilloscopes numériques

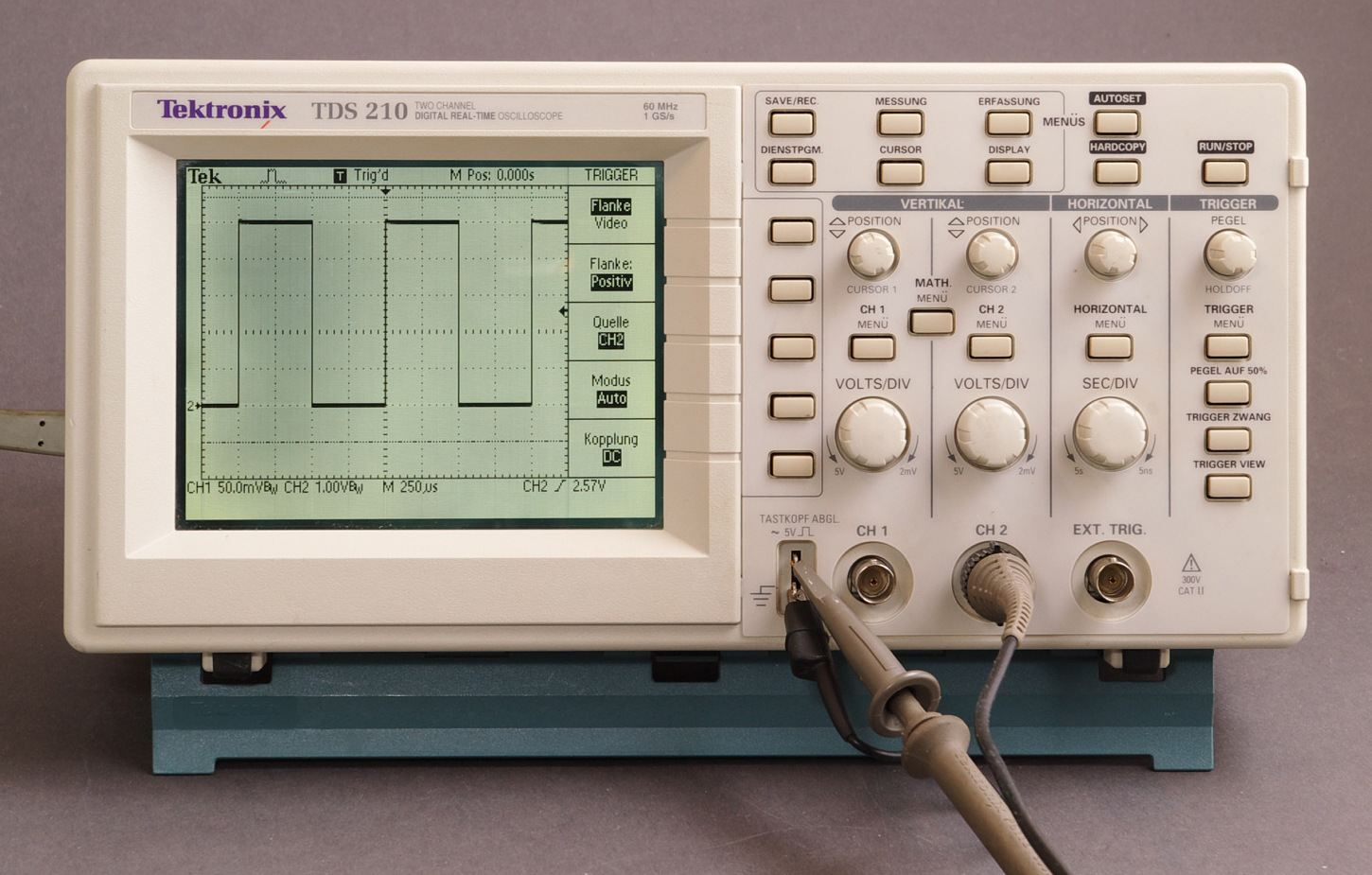
Oscilloscope numérique.

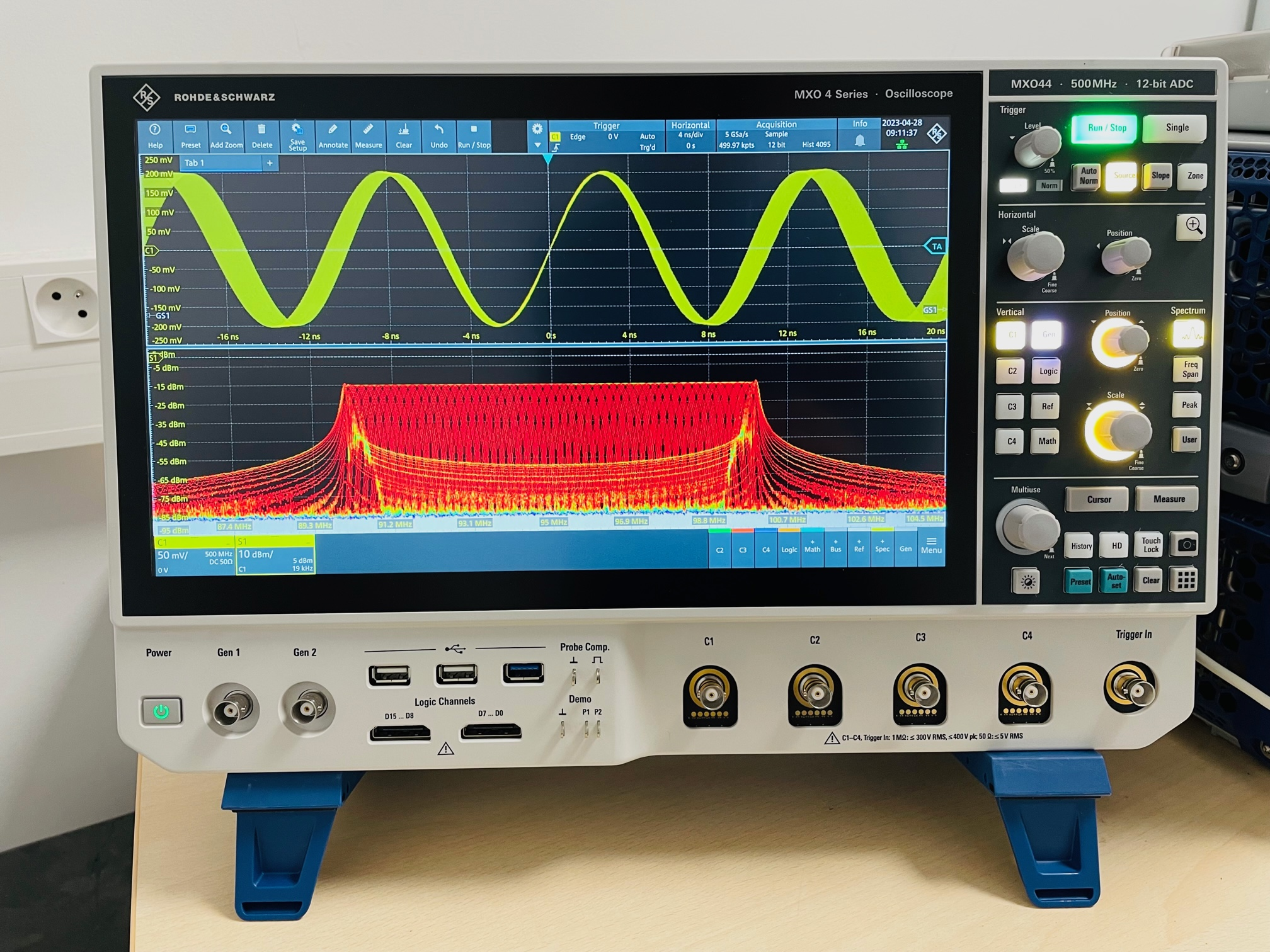
Oscilloscope numérique moderne. Sur l'écran apparaît l'analyse FFT d'un signal changeant de fréquence. L'oscilloscope embarque un.

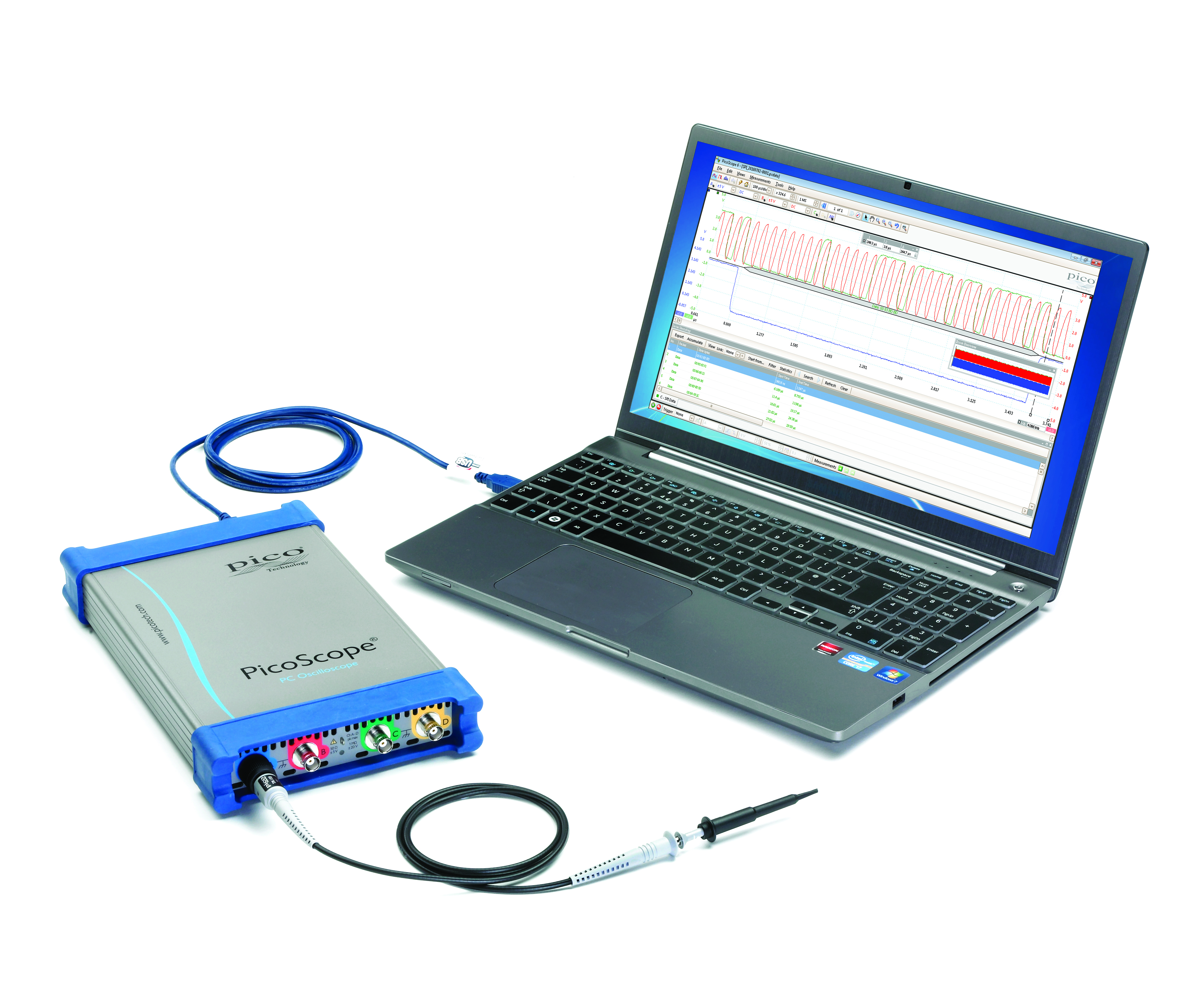
Boîtier d'acquisition oscilloscope USB externe relié à un ordinateur

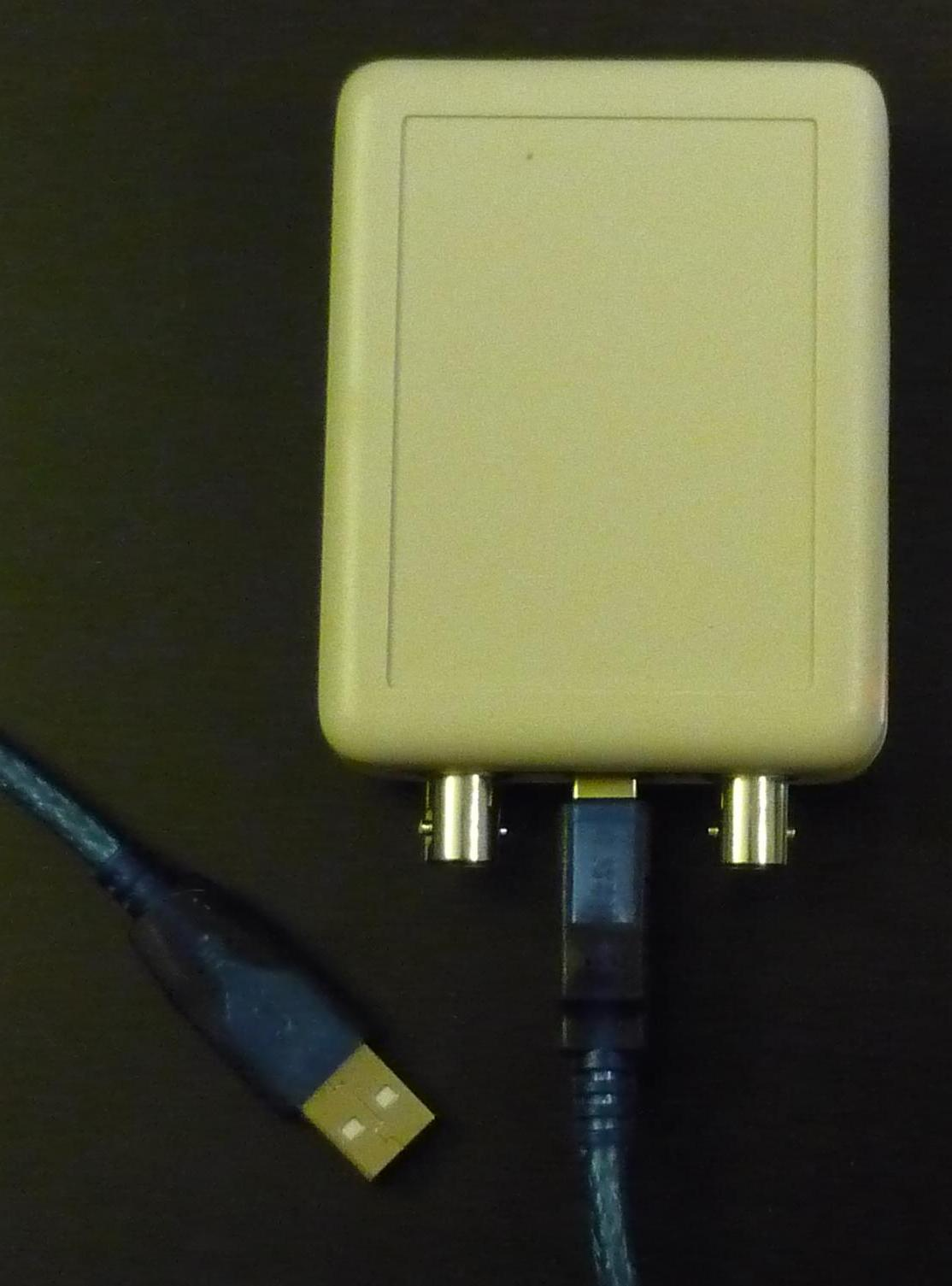
Boîtier d'acquisition oscilloscope externe USB.

Contrairement aux modèles analogiques, le signal à visualiser est préalablement numérisé par un convertisseur analogique-numérique (interface A/D). La capacité de l'appareil à afficher un signal de fréquence élevée sans distorsion dépend de la qualité de cette interface.
Les principales caractéristiques à prendre en compte sont :
- la résolution du convertisseur analogique-numérique ;
- la fréquence d'échantillonnage en Mé/s (mégaéchantillons par seconde) ou Gé/s (gigaéchantillons par seconde) ;
- la profondeur mémoire.

L'appareil est couplé à des mémoires permettant de stocker ces signaux et à un certain nombre d'organes d'analyse et de traitement qui permettent d'obtenir de nombreuses caractéristiques du signal observé :
- Mesure des caractéristiques du signal : valeur de crête, valeur efficace, période, fréquence, etc. ;
- Transformation rapide de Fourier (FFT) qui permet d'obtenir le spectre du signal ;
- Filtres perfectionnés qui, appliqués à ce signal numérique, permettent d'accroître la visibilité de détails ;
- Décodage de signaux numériques: LIN, CAN, USB, etc. ;

- L'affichage du résultat s'effectue de plus en plus souvent sur un écran à cristaux liquides, ce qui rend ces appareils faciles à déplacer et beaucoup moins gourmands en énergie.

Les oscilloscopes numériques ont désormais complètement supplanté leurs prédécesseurs analogiques, grâce à leur plus grande portabilité, une plus grande facilité d'utilisation et, surtout, leur coût réduit.
L'informatique a permis la miniaturisation des oscilloscopes. Certains modèles, de la taille d'un paquet de cigarettes sont seulement munis d'une connexion USB et de deux connecteurs BNC (pour les signaux d'entrée). L'affichage, les commandes et l'alimentation (USB) s'effectuant exclusivement à partir de l'ordinateur (ordinateur portable, tablette...) auquel ils sont branchés. Les constructeurs tels que Pico technology (avec les picoscope), Red Pitaya ou encore Digilent, proposent ce type de solution.